# دين-تشارلز تشابمان
دين-تشارلز تشابمان (بالإنجليزية Dean-Charles Chapman), (مواليد 7 سبتمبر 1997).

## فيلموغرافيا

### فيلم
| السنة | العنوان                | الدور                 | ملاحظات              |
| ----- | ---------------------- | --------------------- | -------------------- |
| 2014  | Before I Go to Sleep   | أدم لوكاس             |                      |
| 2015  | Man Up                 | هاري                  |                      |
| 2017  | بريث                   | جوناثان كافنديش       |                      |
| 2018  | The Commuter           | داني ماكولي           |                      |
| 2019  | 1917                   | الجندي أول توماس بليك |                      |
| TBA   | The King               | توماس من لانستر       | مرحلة ما بعد الإنتاج |
| TBA   | Here Are the Young Men | ماثيو                 | مرحلة ما بعد الإنتاج |

### المسلسلات
| السنة     | العنوان                              | الدور          | ملاحظات                                                                                                   |
| --------- | ------------------------------------ | -------------- | --- |
| 2007      | Casualty                             | وليام مالهيرن  | الحلقة: "منزل منقسم"                                                                                      |
| 2012      | Cuckoo                               | تشارلي         | الحلقة: "اجتماع العائلة"                                                                                  |
| 2012      | The Revolting World of Stanley Brown | ستانلي براون   | 13 حلقة                                                                                                   |
| 2013      | The White Queen                      | ريتشارد غراي   | 4 حلقات                                                                                                   |
| 2013      | Game of Thrones                      | مارتين لانيستر | حلقتين |
| 2014–2016 | Game of Thrones                      | تومين بارثيون  | 16 حلقة رشح لجائزة Screen Actors Guild Award for Outstanding Performance by an Ensemble in a Drama Series |
| 2014      | Glue                                 | كريس بولارد    | حلقتين |
| 2015      | Ripper Street                        | هاري وارد      | الحلقة: "والدك. صديقي"                                                                                    |
| 2017      | Will                                 | بيلي كوبر      | 3 حلقات                                                                                                   |
| 2018      | Into the Badlands                    | كاستور         | 6 حلقات                                                                                                   |

### المسرح
| السنة     | العنوان                  | الدور        | ملاحظات                                                                                                   |
| --------- | ------------------------ | ------------ | --- |
| 2005–2006 | Billy Elliot the Musical | الفتى الصغير | Chapman is the second longest-serving cast member of the production, and the longest-serving Billy Elliot |
| 2008–2009 | Billy Elliot the Musical | مايكل        | Chapman is the second longest-serving cast member of the production, and the longest-serving Billy Elliot |
| 2009–2011 | Billy Elliot the Musical | بيلي إليوت   | Chapman is the second longest-serving cast member of the production, and the longest-serving Billy Elliot |

## وصلات خارجية
- دين-تشارلز تشابمان على موقع IMDb (الإنجليزية)
- دين-تشارلز تشابمان على موقع ميتاكريتيك (الإنجليزية)
- دين-تشارلز تشابمان على موقع روتن توميتوز (الإنجليزية)
- دين-تشارلز تشابمان على موقع ألو سيني (الفرنسية)
- دين-تشارلز تشابمان على موقع أول موفي (الإنجليزية)
- دين-تشارلز تشابمان على موقع قاعدة بيانات الفيلم (الإنجليزية)
- دين-تشارلز تشابمان على موقع كينوبويسك (الروسية)
- Dean-Charles Chapman on IMDb
- Dean-Charles Chapman on تويتر
- Dean-Charles Chapman on إنستغرام